# 斯凯利基 (扎波罗热州)
47°26′26″N 35°7′18″E / 47.44056°N 35.12167°E
斯凯利基（烏克蘭語：Скельки）是位於烏克蘭東南部的村莊，由扎波羅熱州瓦西里夫卡區的瓦西里夫卡市鎮負責管轄。該村始建於1784年，面積39.2平方公里，海拔高度103米，2001年人口2,205，人口密度每平方公里56.3人。